# Struhařov (Kamenice)
Struhařov je vesnice v okrese Praha-východ, je součástí obce Kamenice. Nachází se 1 km na severovýchod od centra Kamenice. Na západě bezprostředně sousedí s místními částmi Olešovice a Nová Hospoda, na severu s částí Štiřín.
Ve vesnici je evidováno 150 adres. Na jejím severovýchodním okraji leží Struhařovský rybník.
Struhařov leží v katastrálním území Štiřín.

## Další fotografie

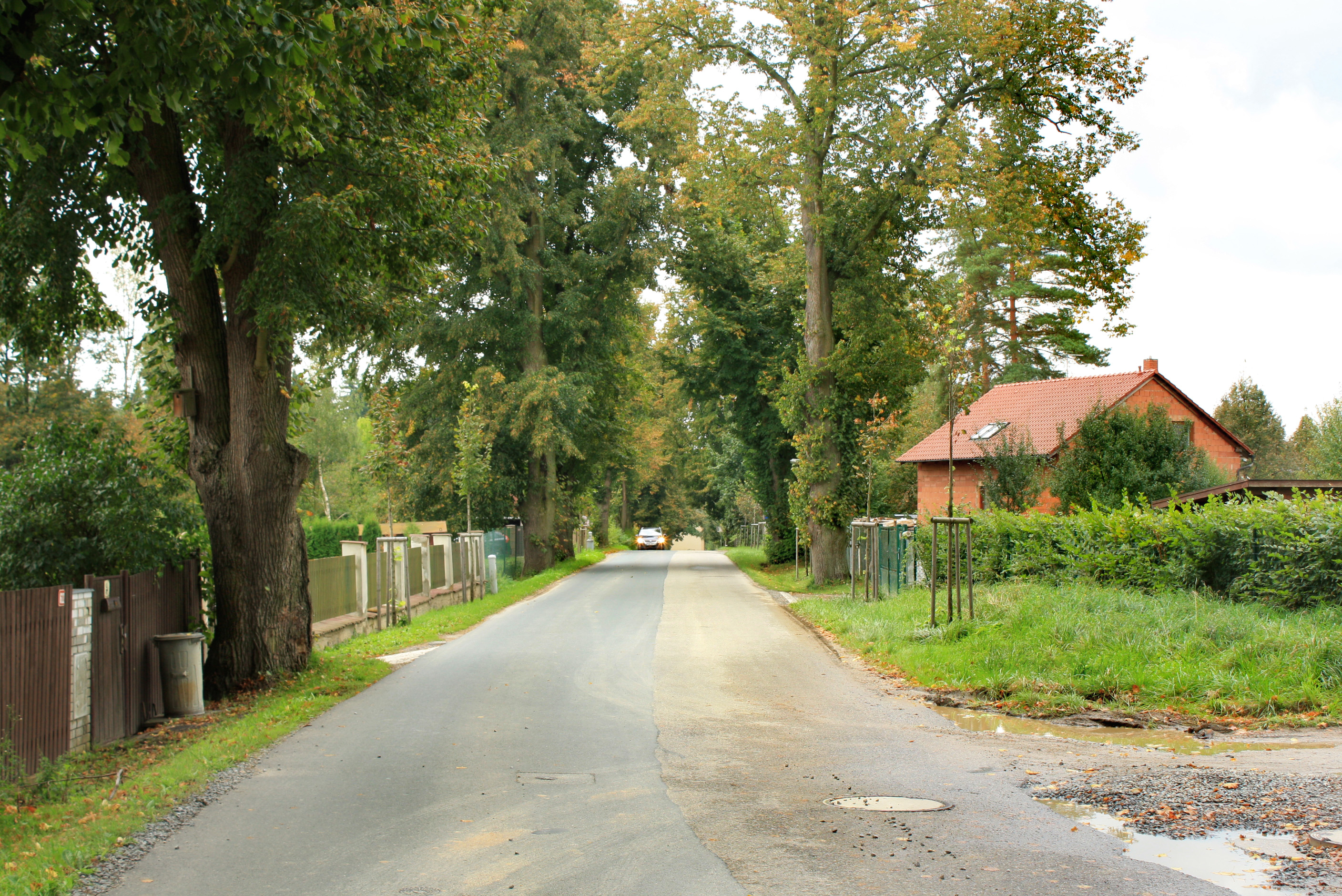
Ringhofferova ulice – hlavní silnice
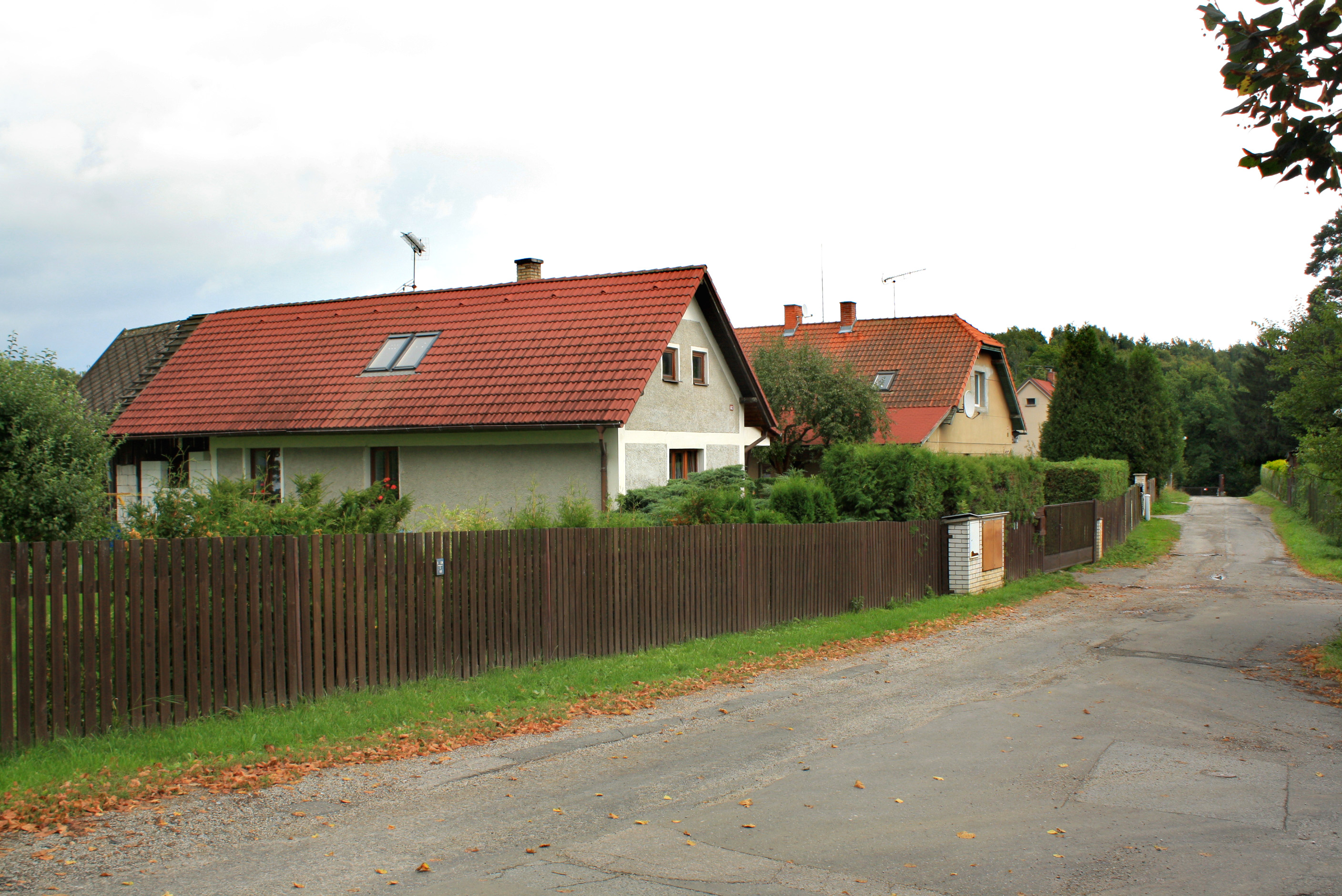
Domky ve Slepé ulici
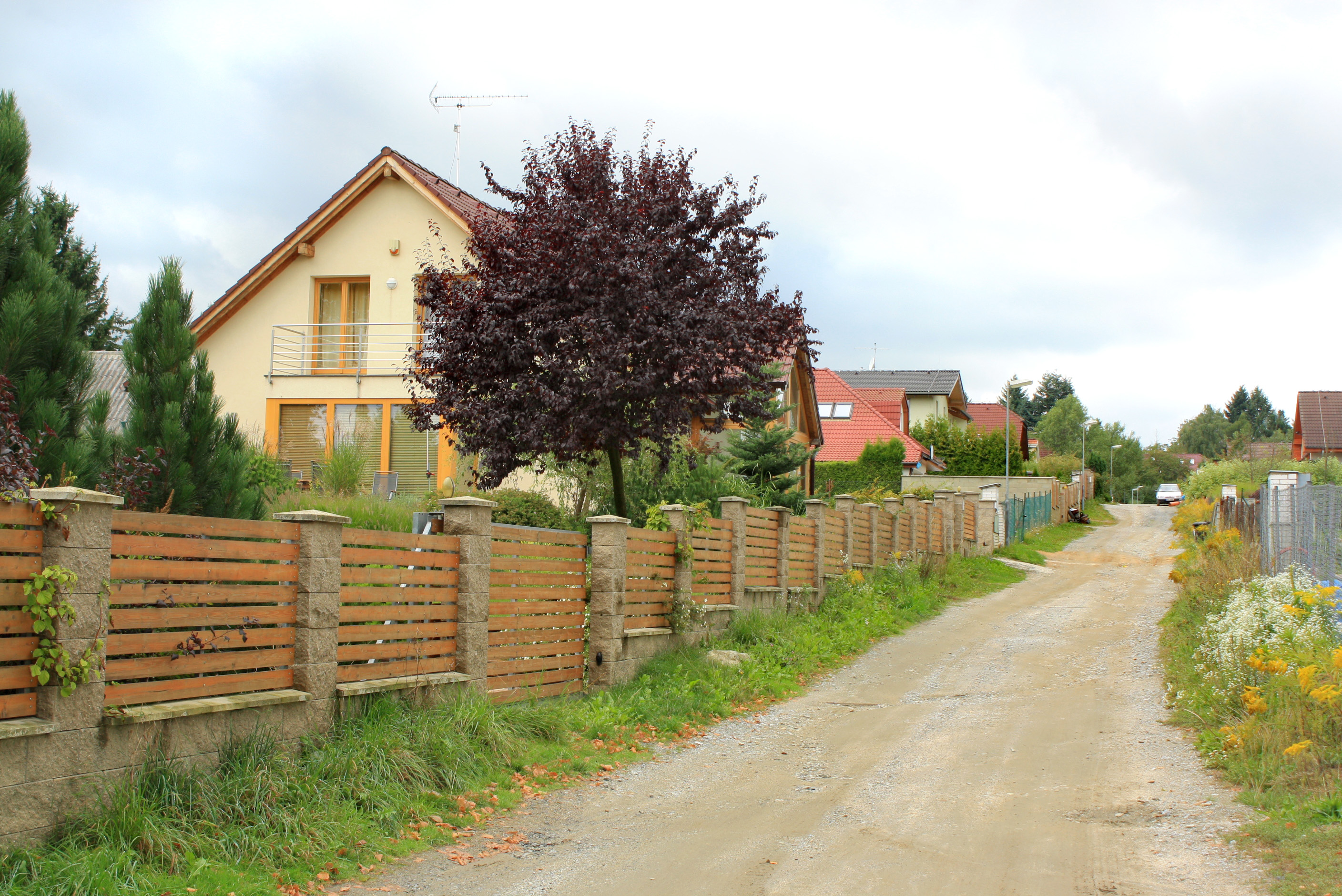
Slunečná ulice